# Rotatiemotor

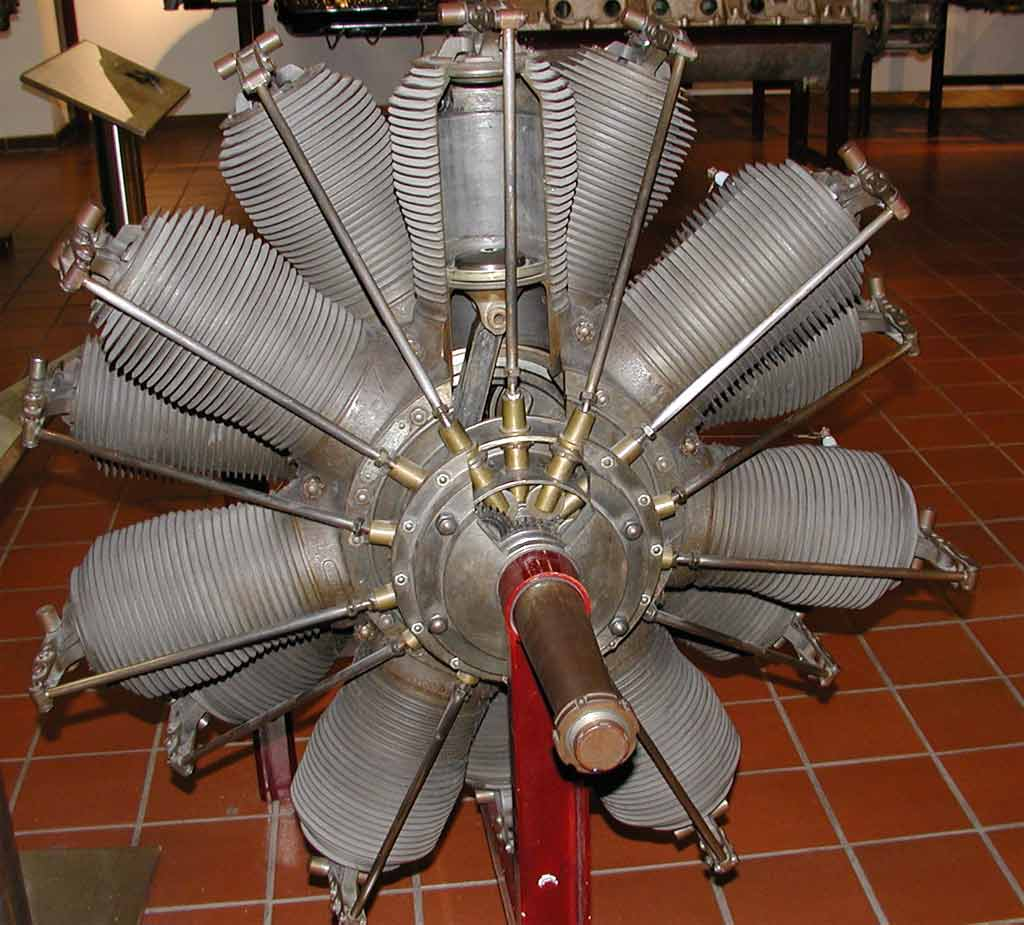
Rotatiemotor voor een Duits vliegtuig uit 1914/1915

Animatie van een rotatiemotor

Een rotatiemotor is een motor die zodanig is geconstrueerd dat de krukas stil staat, terwijl de rest van de motor eromheen draait. De belangrijkste toepassing was in de luchtvaart, hoewel de rotatiemotor in de beginfase ook in motorfietsen en auto's werd toegepast. De rotatiemotor lijkt visueel sterk op de stermotor waarbij alleen de krukas beweegt en het motorblok vast staat. 

## Luchtvaart
Voordeel van de rotatiemotor ten opzichte van lijn- en V-motoren is de eenvoudige constructie, goede koeling en een hoog vermogen bij een relatief laag gewicht. Belangrijkste nadeel van dit type motor is, naast het hoge olieverbruik, de grote bewegende massa, waardoor snelle toerentalwisselingen niet goed mogelijk zijn. 
Voor vliegtuigen is dit nadeel echter minder groot. In de pioniersfase van de luchtvaart, ongeveer van 1909 tot 1919, was de rotatiemotor dominant vanwege de betere koeling ten opzichte van de verwante stationaire stermotor, die vaak kampte met oververhitte cilinders. Bij grotere vermogens ging het nadeel van de massatraagheid en het gyroscopische effect op de vliegtuigbesturing echter steeds zwaarder wegen. De rotatiemotor had door zijn draaiende beweging ook meer luchtweerstand. Terwijl de problematische toerentalregeling leidde tot brandstofverspilling. Na de Eerste Wereldoorlog verloren de rotatiemotoren snel terrein op de krachtiger en steeds beter en betrouwbaarder wordende stationaire ster- en lijnmotoren.

## Andere voertuigen
Enkele motorfietsen werden met een rotatiemotor uitgerust. Félix Millet monteerde de motor in het achterwiel van een fiets. Hij deed dit omdat de eerste motorfietsen met verbrandingsmotor aan het einde van de 19e eeuw vrijwel allemaal regelmatig moesten stoppen om het materiaal te laten afkoelen. De rotatiemotor zorgde zelf voor de koeling. Verdel bouwde een racemotor met een stationaire stermotor die in het frame lag. Megola en Redrup bouwden een rotatiemotor in het voorwiel. Dit bleek geen succes doordat de verhoudingsgewijs grote massa van de motor, die meedraaide met het voorwiel, zorgde voor een sterke massatraagheid en gyroscopisch effect, waardoor sturen zeer lastig bleek te zijn.

## Wankelmotor
Het begrip rotatiemotor wordt ook gebruikt voor motoren waarbij de zuiger met een draaiende beweging het gas in de verbrandingskamer comprimeert. Dit in tegenstelling tot een Ottomotor waar de zuigers een lineaire beweging maken die door een krukas in een roterende beweging worden omgezet. Het bekendste type rotatiemotor is de wankelmotor, uitgevonden door Felix Wankel.

## Afbeeldingen

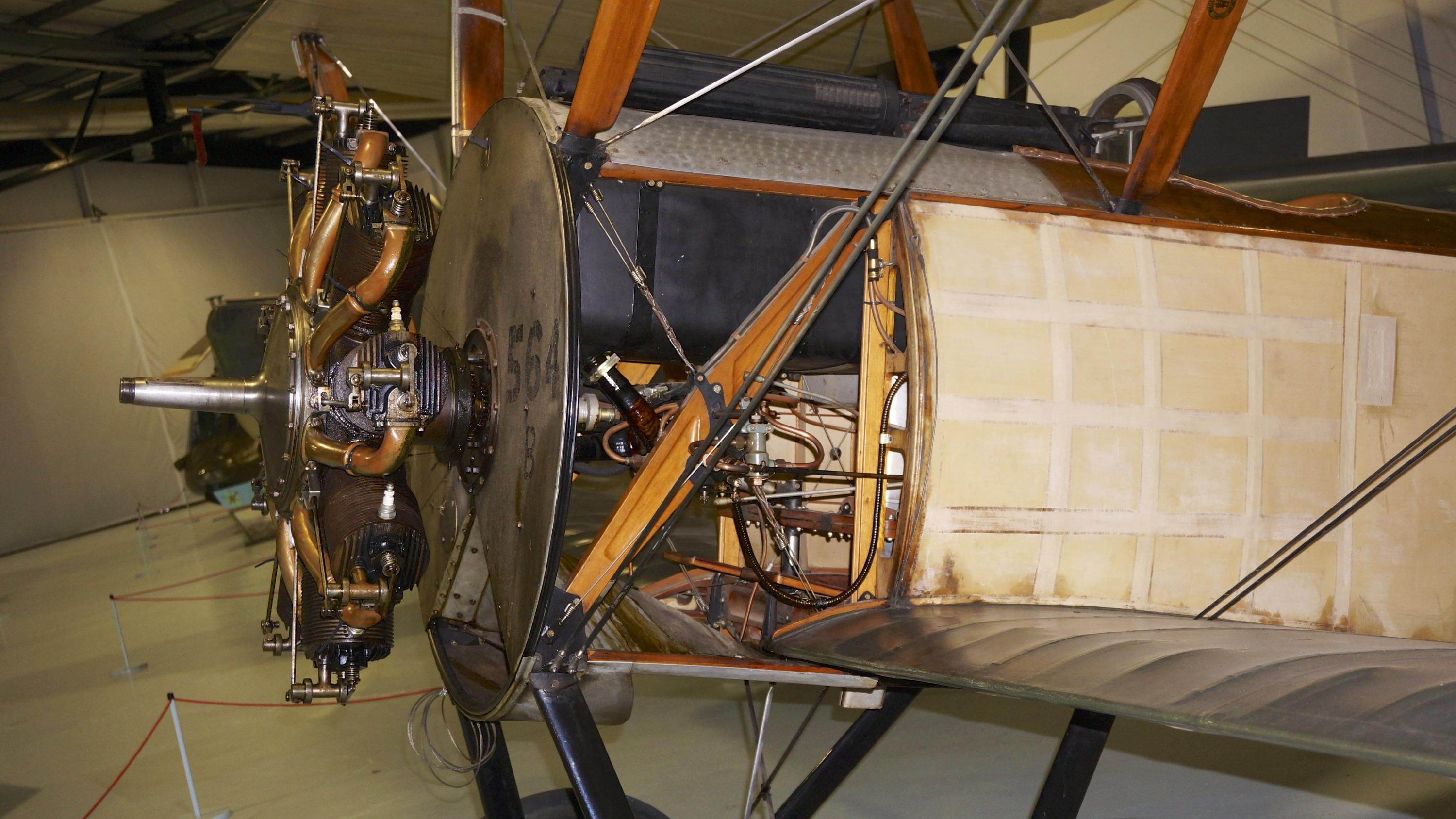
Le Rhône 9C rotatiemotor in een Sopwith Pup
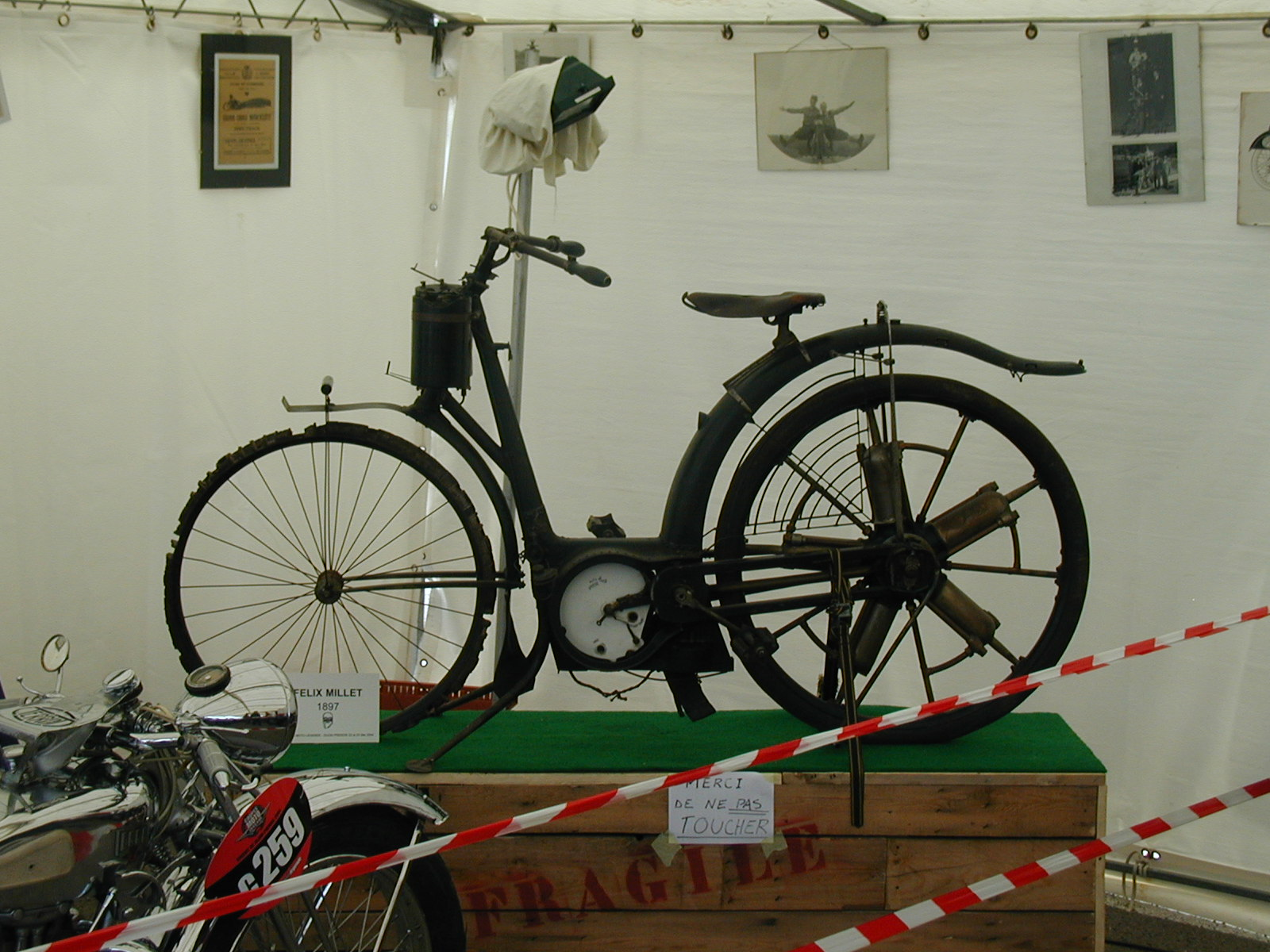
Een Félix Millet motorfiets uit 1897
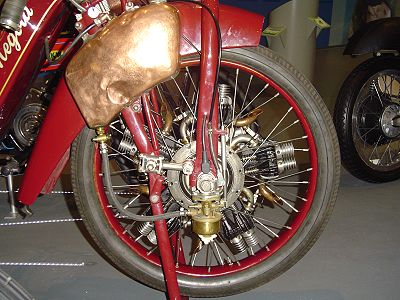
Megola motorfiets met een rotatiemotor in het voorwiel